# Pfarrkirche Waidmannsfeld

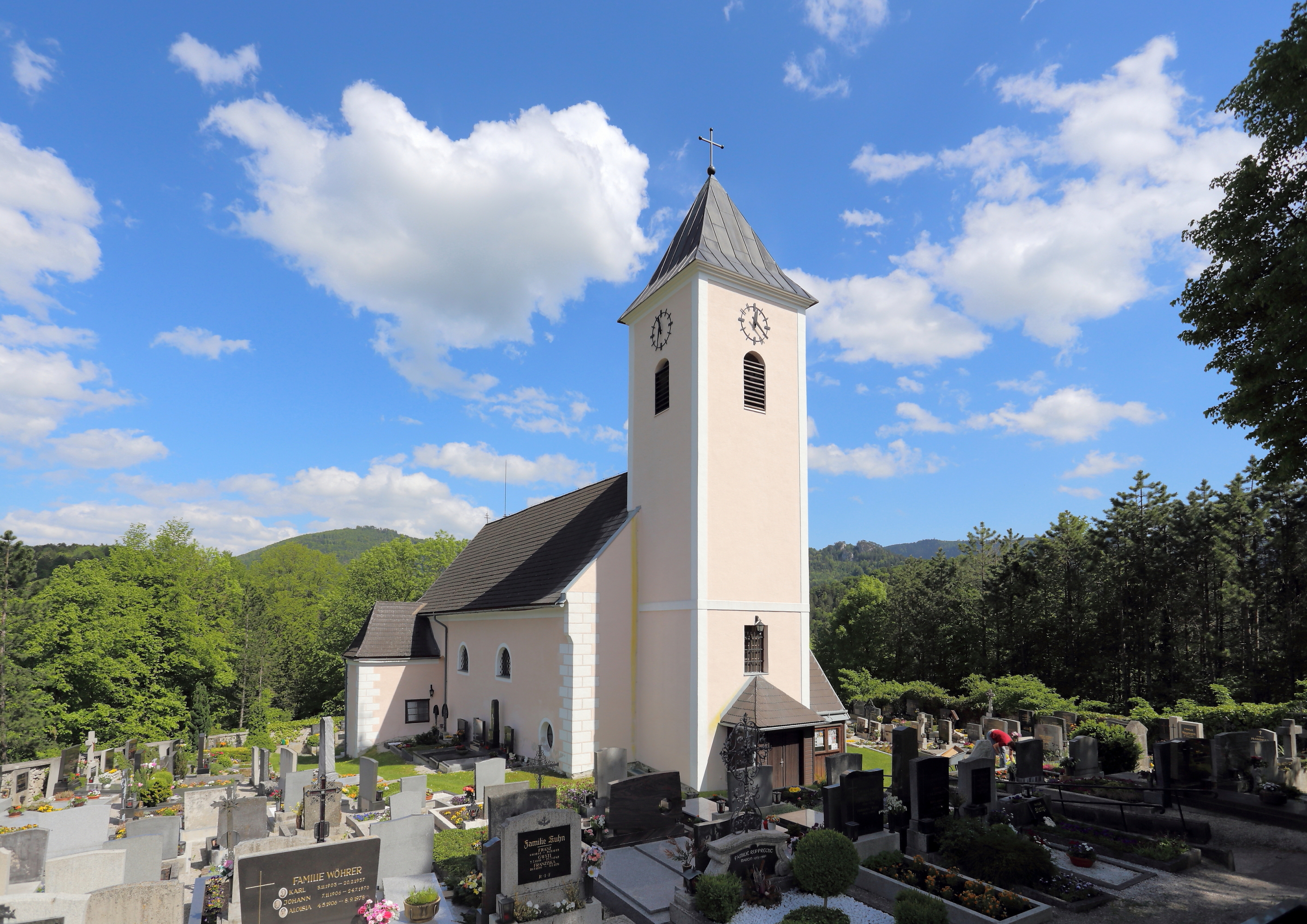
Katholische Pfarrkirche Mariä Himmelfahrt in Waidmannsfeld

Die Pfarrkirche Waidmannsfeld steht erhöht am sogenannten Kirchbichl im Westen des Ortes in der Gemeinde Waidmannsfeld im Bezirk Wiener Neustadt-Land in Niederösterreich. Die dem Patrozinium Mariä Himmelfahrt unterstellte römisch-katholische Pfarrkirche gehört zum Dekanat Piesting im Vikariat Unter dem Wienerwald der Erzdiözese Wien. Die Kirche steht unter Denkmalschutz (Listeneintrag).

## Geschichte
Um 1136 eine Pfarre wurde 1241 ein Pfarrer genannt. Von der Mitte des 16. Jahrhunderts bis 1595 protestantisch. 1683 wurde im Türkenkrieg die Kirche zerstört und wohl 1788 wieder aufgebaut. 1762 war ein Brand. 1785 ging die Kirche an die Erzdiözese Wien. 1952 war eine Restaurierung.

## Architektur
Die Kirche steht in einem ummauerten Friedhof. Die im Kern romanische Saalkirche mit einem Rechteckchor und einem Westturm wurde über den Grundmauern gotisch und danach barock verändert. Der gotische Rechteckchor erhielt 1902 ein vergrößertes Spitzbogenfenster. Die Sakristei nordseitig am Chor ist spätromanisch aus dem Ende des 12. Jahrhunderts, südseitig befindet sich ein spätgotischer Kapellenanbau um 1500. Der vorgestellte Westturm aus 1843 trägt ein Zeltdach.
Das Kircheninnere zeigt ein Langhaus unter einer Holzdecke mit einer Westempore aus 1952. Der eingezogene Triumphbogen ist rundbogig. Der Chor und die Sakristei sind kreuzrippengewölbt, die Kapelle hat ein Netzrippengewölbe. Die ornamentale Glasmalerei entstand 1902, die Glasmalerei Mariä Himmelfahrt im Chor entstand nach einem Entwurf von Reinhold Klaus-Geyling 1949.

## Ausstattung
Der Volksaltar ist modern. Der Tabernakel nennt Georgius Klimt 1924. Der linke Seitenaltar zeigt das ehemalige Hochaltarbild Mariä Himmelfahrt gemalt von Jakob Gasser bzw. Gesser aus der Mitte des 19. Jahrhunderts. Der rechte Seitenaltar zeigt das Altarblatt Mariä Unterweisung aus der Mitte des 19. Jahrhunderts.
Die Orgel in einem neobarocken Gehäuse baute Max Jakob 1903.